# Хотляны
Хотляны (бел. Хатля́ны) — агрогородок в Узденском районе Минской области Республики Беларусь. Административный центр Хотлянского сельсовета. Население — 1053 человека (2011 год).

## География
Хотляны находятся в 25 км к юго-востоку от райцентра, города Узда близ границ с Пуховичским и Слуцким районами. В 4 км к северо-западу от агрогородка находится перекрёсток двух автодорог Р68 (Дзержинск — Узда — Марьина Горка) и Р23 (Минск — Слуцк).
В 35 км от железнодорожной станции Руденск.

### Гидрография
Местность принадлежит бассейну Днепра, вокруг деревни находится сеть мелиоративных каналов со стоком в реку Шать.

## История
Впервые Хотляны упоминаются в XVI веке, когда они входили в состав Минского повета. В разные времена местность находилась во владении Головчинских, Быховцев, Завишей, Грабовских. С XVII века поселение значится как местечко.
В результате второго раздела Речи Посполитой (1793) Хотляны оказались в составе Российской империи, в Шацкой волости Игуменского уезда Минской губернии. Согласно результатам переписи 1897 года здесь было 145 дворов, церковь, хлебозапасный магазин, трактир.
В 1919 году Хотляны вошли в БССР, где 20 августа 1924 года стали центром сельсовета Узденского района.
В 2000 году в селе было 374 двора и 1166 человек.
В 2010 году деревня Хотляны преобразована в агрогородок.

## Население

### Численность
- 2009 год — 880 жителей

### Динамика
- 1886 год — 585 жителей, 58 дворов[6]
- 1909 год — 35 жителей, 1 двор (имение); 1 150 жителей, 168 дворов (село)[6]
- 2009 год — 880 жителей (перепись населения)[6]
- 2011 год — 1 053 жителей

## Экономика
Хотляны прикреплены к одному из крупнейших свиноводческих комбинатов республики Беларусь — агрокомплексу «Белая Русь».

## Культура
- Покровская церковьДом культуры
- Библиотека
- Историко-краеведческий музей
- Музей тканых поясов

## Достопримечательности
- Курганный могильник — археологический памятник
- Церковь Покрова Пресвятой Богородицы (1898 год).
- Купол для тактических ракет, который предусматривался как центр местного досуга молодёжи.
- Хотлянский народный историко-краеведческий музей, расположенный в Хотлянской средней школе.
- Музей тканых поясов, расположенный в Хотлянском Доме культуры.

### Памятник, скульптура
- Мемориальная доска в честь участкового инспектора милиции Антона Владимировича Михайловского (2023). Установлена на здании сельисполкома. Приурочено к 100-летию службы участковых инспекторов милиции. Михайловский А.В. с 1971 по 1992 гг. нёс службу на территории Хотлянского сельсовета.